# Hesperapis carinata
Hesperapis carinata is een vliesvleugelig insect uit de familie Melittidae. De wetenschappelijke naam van de soort is voor het eerst geldig gepubliceerd in 1919 door Stevens.